# Lapin nain

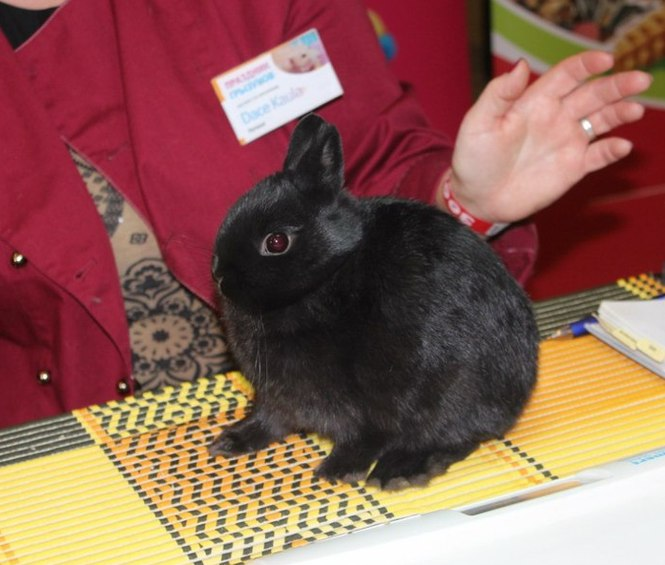
Lapin nain de couleur de concours.

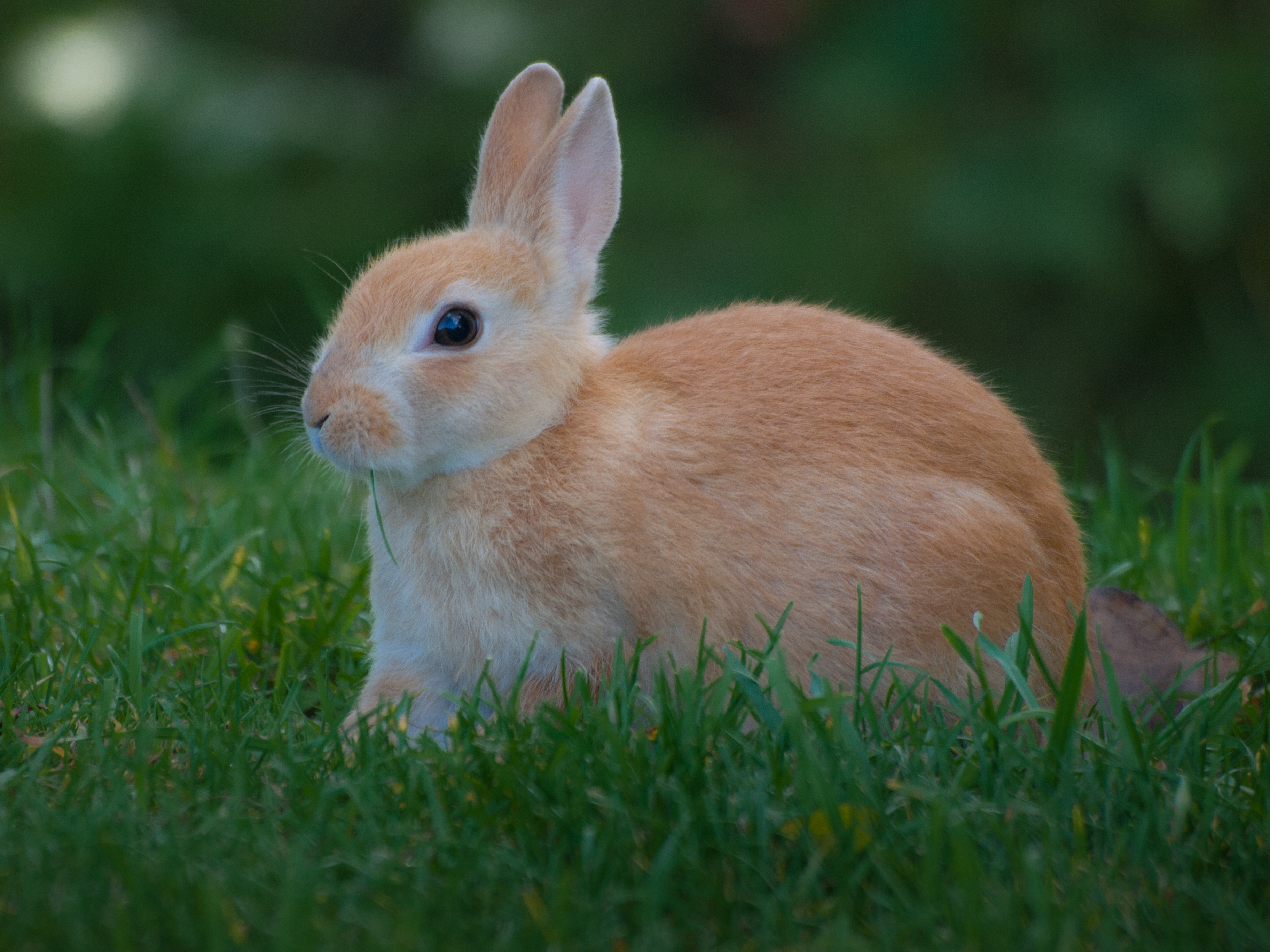

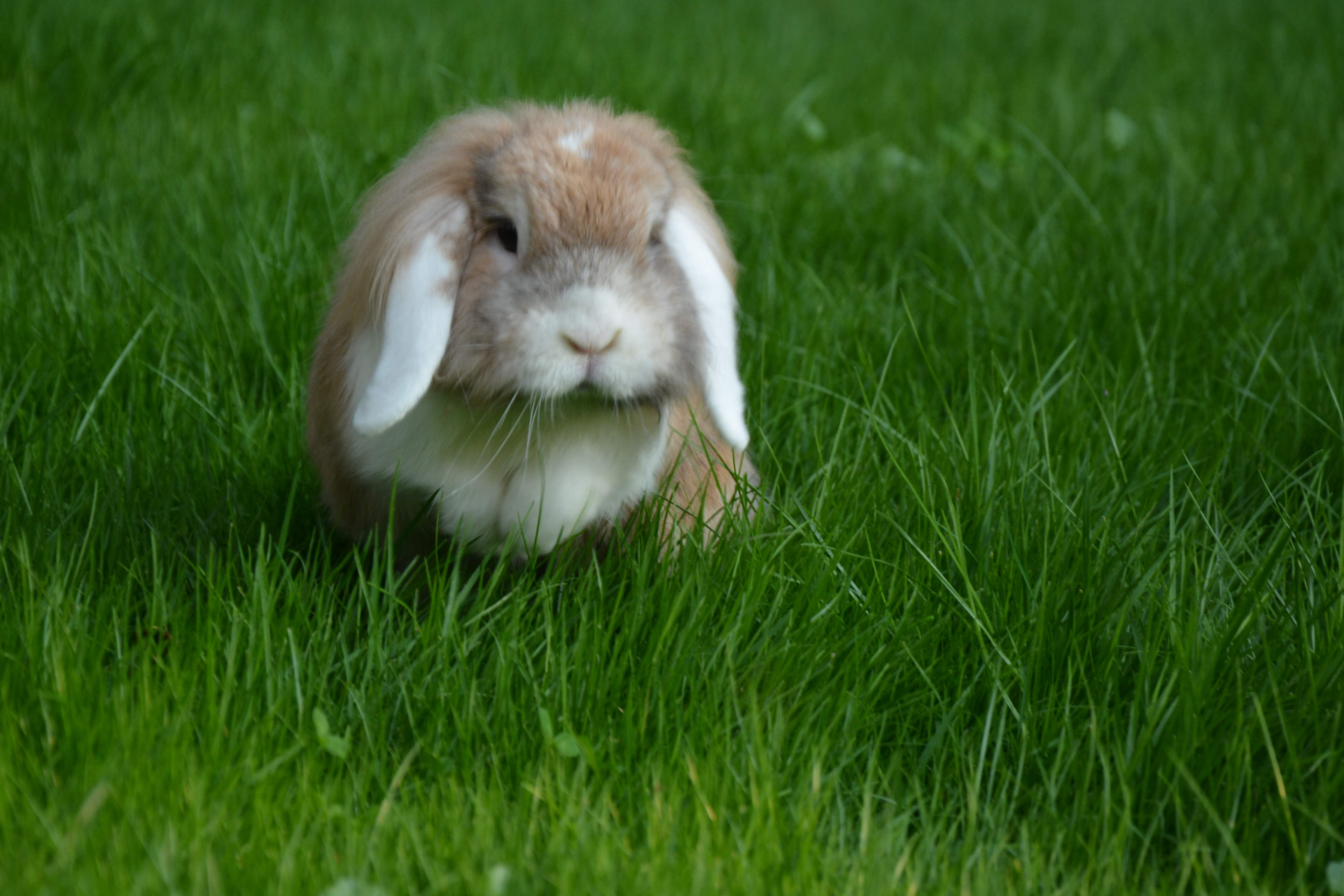
Le lapin bélier apprécie jouer dans l'herbe

Les lapins nains sont des lapins issus de la sélection au sein d'élevages des lapins de petite taille de race hermine. Comme tous les lapins domestiques ils sont tous issus du lapin de garenne (Oryctolagus cuniculus). Les races naines ont été créées pour l'agrément, comme animal de compagnie ou de concours. Ce sont des lapins pesant moins de 1,5 kg, souvent moins prolifiques et plus fragiles que les lapins ordinaires.

## Critères de sélection
La masse idéale du lapin nain de race à l'âge adulte se situe entre 1 kg et 1,25 kg (admis de 0,8 kg minimum jusqu'à 1,5 kg). C'est un point important. Un lapin nain de pure race se distingue d'un lapin croisé par sa tête plus ronde, posée sur un corps cylindrique, ses pattes courtes et surtout par des oreilles beaucoup plus courtes que celle des autres lapins : leur taille idéale se situe entre 5 cm et 5,5 cm, parfois moins, mais ne doivent en aucun cas dépasser 6 cm.

### Histoire
Le lapin de race hermine est l'ancêtre de toutes les races naines. Il est nommé ainsi parce qu'il est blanc comme le petit carnivore connu sous le nom d'hermine. C'est un lapin de petite taille au pelage blanc avec des yeux rouges ou bleus et aux oreilles courtes.
Le premier standard français du lapin hermine a été établi en 1910 par le Club des Éleveurs de Lapins et il a été adopté le 17 janvier 1921 par la Commission des Standards de la Société Française de Cuniculture. Le poids maximum était fixé à 1,5 kg .
Le premier vrai lapin nain a été conçu en 1940, issu du croisement d'un lapin hermine et d'un lapin sauvage

## Races et variétés naines

### Races officielles
En 2023, dix races naines sont reconnues par la Fédération française de cuniculiculture :
- Hermine, race blanche, à oreilles droites et très courtes, pesant entre 1 et 1,25 kg. Yeux bleus ou yeux roses.
- Nain de couleur, race issue du Polonais mais qui admet de nombreuses variétés au pelage agouti, unicolore, argenté, himalayen ou multicolore, déclinées dans différentes couleurs (noir, blanc, bleu, gris, brun, havane, crème, écru…) et aspects (feu, cendré, chinchilla, loutre, lynx, martre, chamois, siamois, dalmatien…)
- Nain lièvre
- Nain bélier, race issue du croisement de lapins nains avec des lapins béliers. Du nain de couleur, elle a hérité la taille réduite et les nombreuses variétés colorées. Du bélier, elle a les oreilles tombantes et une taille un peu plus grosse que les autres lapins nains, entre 1,4 et 1,7 kg.
- Nain bélier angora
- Nain bélier rex, race assez rare, issue du croisement de lapins nains béliers avec des lapins rex, et alliant le standard des premiers avec le pelage semblable à du velours caractéristique des rex.
- Nain bélier satin
- Nain angora, race peu répandue, issue du croisement de lapins nains avec des lapins angoras dont elle a hérité l'aspect « boule de poil ». Cette race est un peu plus grosse que les nains classiques avec un poids allant de 1,2 à 1,5 kg. Plusieurs variétés de couleurs.
- Nain renard, race issue du croisement de lapins nains et avec des lapins renard, c'est-à-dire au pelage plus long et luisant comme celui d'un renard. Cette race admet plusieurs variétés de couleurs avec des poils de 3,5 à 5 cm et doit se situer entre 1,1 et 1,35 kg.
- Nain rex, race peu répandue, issue du croisement de lapins nains avec des lapins rex, dont ils ont le pelage semblable à du velours. Elle admet plusieurs variétés de couleur et un poids situé entre 1 et 1,5 kg.
- Lapin nain satin, race peu répandue, issue du croisement de lapins nains avec des lapins satin, dont ils ont le pelage brillant et soyeux. Elle admet également plusieurs variétés de couleur pour un poids situé entre 1 et 1,5 kg.

### Variétés non stabilisées
- Nain Tête de lion

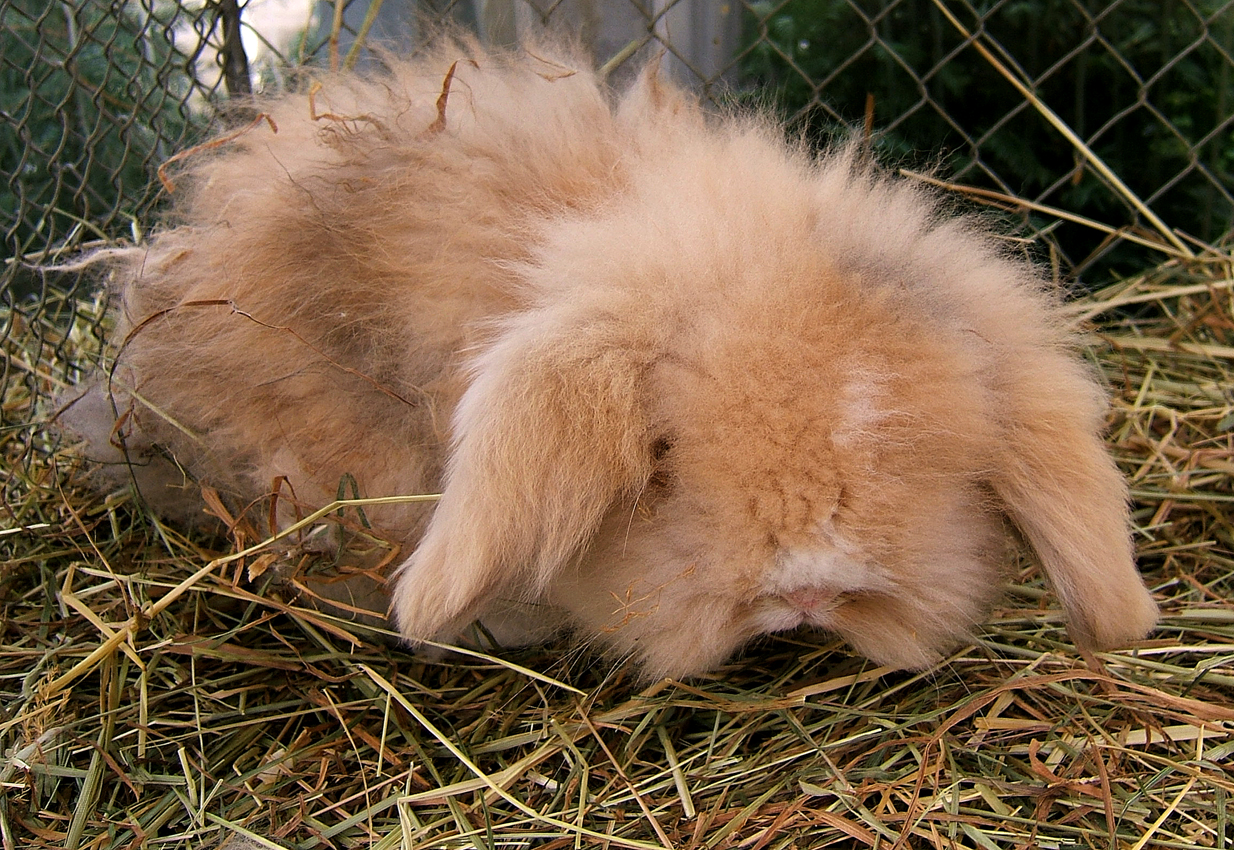
Le bélier nain angora est une race de lapin nain en cours d'homologation en Belgique. Bien que tout à fait erroné, on l'appelle très souvent "bélier nain teddy", traduction d'une appellation allemande "teddywidder".

- Nain fuzzylop ou cashemire, poil long sauf sur la tête entre renard et angora[5]
- Nain commun, de petite taille, non sélectionné, c'est lui que l'on retrouve en grande majorité dans les animaleries, il ne correspond en général à aucun standard et peut être de n'importe quelle couleur.

### Appellations commerciales
- Mini-nain, extra nain ou lapin toy. Une appellation souvent utilisée par les animaleries ou par les particuliers pour désigner un animal de très petite taille, souvent due à un sevrage précoce ou à de la consanguinité.
- Nain bouclette, est un lapin rex nain au poil anormalement ondulé[5].
- Nain nounours, appellation d'animalerie ne correspondant pas à une race précise qui désigne un lapin tête de lion très poilu[5]
- Nain teddy, appellation anglicisée du lapin nain angora[5].

## Spécificités biologiques du lapin nain
Pour un article plus général, voir Lapin domestique.
Hormis leur taille réduite, la biologie générale du lapin nain diffère peu de celle du lapin domestique de taille normale. Les individus ont les mêmes besoins que les grandes races, si ce n'est que le nombre de lapereaux par portée est généralement moins élevé que chez le lapin de taille normale. Les lapins nains sont aussi plus souvent sujets à la malocclusion dentaire.
Le lapin nain a une longévité moyenne, ou espérance de vie, de huit années mais peut dépasser les dix ans en bonne santé.

### Alimentation
Le lapin nain est un herbivore strict, son alimentation se compose essentiellement de fibres. Le foin est indispensable à l'alimentation du lapin, il doit être distribué à volonté. Les granulés doivent être composés non pas de céréales, mais de plantes ou légumes, la luzerne est à éviter chez le lapin adulte car très riche en calcium elle peut générer des troubles urinaires. 
La verdure est elle aussi primordiale, et sa ration est estimée 8 à 10 % du poids du lapin par jour. Pour les lapins non habitués, on prendra garde à introduire progressivement chaque aliment.
Cette ration de verdure peut se composer de salade (sauf laitue), endive, fenouil, plantes aromatiques (sauf laurier), topinambour, céleri rave ou branche, panais...
Les carottes ne sont à distribuer qu'occasionnellement, car elles sont très sucrées.

### Reproduction
Le lapin nain femelle est mature sexuellement dès environ trois mois, tandis que le mâle l'est vers quatre. Toutefois, il vaut mieux attendre que la femelle ait sept à huit mois avant sa fécondation : une portée prématurée pourrait nuire à sa santé.
Les portées comportent généralement de trois à cinq lapereaux, mais elles peuvent aller jusque sept ou huit lapereaux. les lapereaux doivent rester avec leur mère au minimum huit semaines.

## Utilisation par l'homme et économie
En raison de sa petite taille, le lapin nain est considéré comme un animal de compagnie. Il s'élève bien en appartement, à condition de recevoir des soins appropriés et de disposer d'un espace suffisant.

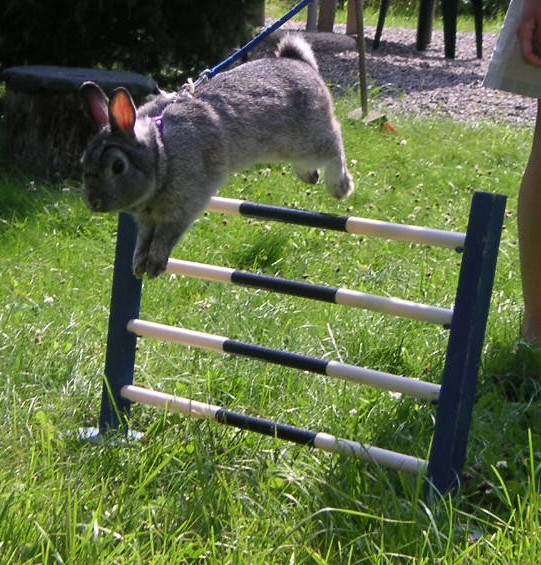
Lapin nain lors d'un concours de saut

Les lapins nains sont régulièrement présentés par leurs éleveurs à des concours en exposition, où ils sont jugés selon un standard propre à chaque race et variété.
Il existe également des concours de saut, de plus en plus populaires. 